# Наварр (Огайо)
Наварр (англ. Navarre) — селище (англ. village) в США, в окрузі Старк штату Огайо. Населення — 1846 осіб (2020).

## Географія
Наварр розташований за координатами 40°43′34″ пн. ш. 81°30′48″ зх. д. / 40.72611° пн. ш. 81.51333° зх. д. (40.726152, -81.513416).  За даними Бюро перепису населення США в 2010 році селище мало площу 5,33 км², з яких 5,32 км² — суходіл та 0,01 км² — водойми.

## Демографія
Згідно з переписом 2010 року, у селищі мешкало 1957 осіб у 868 домогосподарствах у складі 501 родини. Густота населення становила 367 осіб/км².  Було 935 помешкань (175/км²).
Расовий склад населення:
| - 98,2 % — білих - 0,7 % — чорних або афроамериканців - 0,2 % — азіатів - 0,1 % — вихідців з тихоокеанських островів - 0,1 % — корінних американців |

До двох чи більше рас належало 0,8 %. Частка іспаномовних становила 0,7 % від усіх жителів.
За віковим діапазоном населення розподілялося таким чином: 17,7 % — особи молодші 18 років, 56,1 % — особи у віці 18—64 років, 26,2 % — особи у віці 65 років та старші. Медіана віку мешканця становила 48,9 року. На 100 осіб жіночої статі у селищі припадало 89,3 чоловіків;  на 100 жінок у віці від 18 років та старших — 84,7 чоловіків також старших 18 років.
Середній дохід на одне домашнє господарство  становив 44 952 долари США (медіана — 39 833), а середній дохід на одну сім'ю — 58 298 доларів (медіана — 55 804). Медіана доходів становила 41 071 долар для чоловіків та 30 156 доларів для жінок. За межею бідності перебувало 14,8 % осіб, у тому числі 15,7 % дітей у віці до 18 років та 18,1 % осіб у віці 65 років та старших.
Цивільне працевлаштоване населення становило 856 осіб. Основні галузі зайнятості: освіта, охорона здоров'я та соціальна допомога — 22,0 %, виробництво — 20,8 %, мистецтво, розваги та відпочинок — 12,3 %, науковці, спеціалісти, менеджери — 9,6 %.